# Танака Кінуйо
Тан́ака Кінуйо́ (яп. 田中絹代, たなかきぬよ; 1909—1977) — японська акторка, кінорежисер.

## Життєпис
Народилася в місті Сімоносекі префектури Ямаґуті.
Працювала в кіноіндустрії з юних років. Здобула славу своїм шармом цнотливої красуні. Знімалася у першому японському звуковому фільмі «Мадам і дружина», популярних картинах «О-Кото та Сасуке», «Айдзоме Кацура», «Життя О-Хару» та інших. Після Другої світової війни грала у фільмах «Жінка одного покоління Нісідзуру», «Казки туманного місяця після дощу» (1953), «Управитель Сансьо» (1954), в яких створила новий повоєнний образ красуні періоду Сьова.

## Вибрана фільмографія
- 1934 : Жіноча генеалогія / 婦系図 — Оцута
- 1948 : Кохання акторки Сумако / 女優須磨子の恋 — Сумако Мацуї
- 1948 : Жінки ночі / 夜の女たち — Фусако Овада
- 1949 : Полум'я мого кохання / わが恋は燃えぬ — Ейко Хіраяма
- 1952 : Сайкаку: життя жінки / 西鶴一代女 — Охару